# کوین کورن
 کوین کورن (انگلیسی: Kevin Curren؛ زاده ۲ مارس ۱۹۵۸) یک تنیس‌باز اهل آفریقای جنوبی است.